# Krușevo, Gabrovo
Krușevo (în bulgară Крушево) este un sat în comuna Sevlievo, regiunea Gabrovo,  Bulgaria. 

## Demografie
Componența etnică a satului Krușevo
     Bulgari (59,47%)
     Turci (30,39%)
     Nicio identificare (10,13%)
     Altele (0%)
La recensământul din 2011, populația satului Krușevo era de 533 locuitori. Din punct de vedere etnic, majoritatea locuitorilor (59,47%) erau bulgari, cu o minoritate de turci (30,39%). Pentru 10,13% din locuitori nu este cunoscută apartenența etnică.